# Pieter de Valck

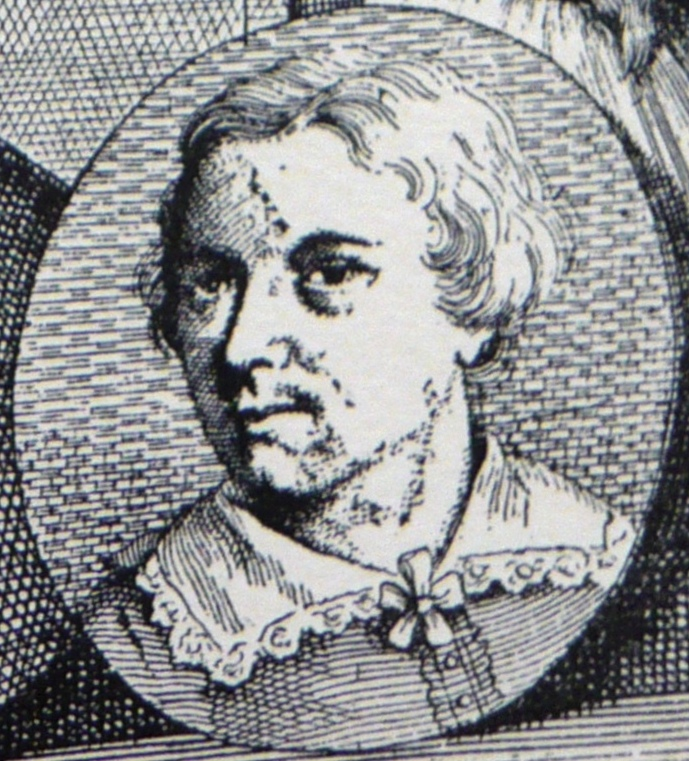
Portret van Pieter de Valck in Houbraken's Schouburg.

Pieter Jacobsz. de Valck (Leeuwarden, 1584 – aldaar, 1625) was een Nederlandse schilder uit de Gouden Eeuw.

## Biografie
De Valck werd geboren in de Friese stad Leeuwarden. In zijn biografie vermeldt Arnold Houbraken hem als de zoon van een zilversmid die het schilderambt leerde van de kunstschilder Abraham Bloemaert (volgens Joh. Hilarides van Bolswerd). Hij reisde naar Italië en werd bij zijn terugkeer een gerespecteerd hofschilder in Leeuwarden. De Valck had twee zonen die het schilderambt van hun vader leerden en ook naar Italië reisden. In Genua werden ze gevangengenomen en aan de Barbarijse kust als slaven verkocht. Ze zouden nooit meer terugkeren. Pieter de Valck bleef schilderen voor het hof van Leeuwarden en kreeg bekendheid vanwege zijn portretten, landschappen en historische allegorieën. Zijn zelfportret was in handen zijn achterkleindochter Antje Ieppes uit Sneek. Ze maakte een kopie en Houbraken maakte er een gravure van.
Het RKD vermeldt Pieter de Valck als een portretschilder die in Italië werkte.
- Biografisch Portaal: 32388200
- Gemeinsame Normdatei: 138806934
- RKD-Nederlands Instituut voor Kunstgeschiedenis: 78980
- Virtual International Authority File: 95430968